# 10736 Marybrück
(10736) Marybrück, denumire internațională (10736) Marybruck, este un asteroid din centura principală de asteroizi.

## Descriere
10736 Marybrück este un asteroid din centura principală de asteroizi. A fost descoperit pe 22 februarie 1988 la Siding Spring de Robert H. McNaught. Asteroidul prezintă o orbită caracterizată de o semiaxă mare de 2,98 ua, o excentricitate de 0,03 și o înclinație de 9,0° în raport cu ecliptica.